# مسروپ آراکلیان
مسروپ آراکلیان (ارمنی: Մեսրոպ Ֆելիքսի Առաքելյան؛ زادهٔ ۲۳ آوریل ۱۹۸۵) یک سیاستمدار و اقتصاددان اهل ارمنستان است که از تاریخ ۲۰ نوامبر ۲۰۲۰ تا تاریخ ۲۳ آوریل ۲۰۲۱ در کابینه نیکول پاشینیان سمت وزیر کار و تأمین اجتماعی ارمنستان را برعهده داشت.

## زندگی‌نامه
در ۲۳ آوریل ۱۹۸۵ در ایروان به دنیا آمد و از دانشگاه دولتی ایروان فارغ‌التحصیل شد. 